# 백조자리 엡실론
백조자리 엡실론(ε Cyg)은 백조자리 방향에 있는 다중성계이다. 겉보기등급은 2.48로 백조자리에서도 밝은 축에 들며 맨눈으로 쉽게 볼 수 있다. 시차에 의하면 백조자리 엡실론은 태양에서 73 광년 떨어져 있다.
이 계는 분광쌍성인 A, 안시이중성 B, 단독성 C로 구성되어 있다. 다시 A를 구성하는 두 항성은 백조자리 엡실론 Aa(공식명칭: 알자나 Aljanah )와 Ab로 이루어져 있다.

## 명칭
백조자리 엡실론(ε Cyg)은 이 계를 바이어 명명법으로 부른 것이다. 계의 구성원 셋을 부르는 명칭인 백조자리 엡실론 A, B, C와 A의 구성원 둘의 명칭 Aa, Ab는 워싱턴 다중성 목록(WMC)에서 다중성계를 관리하기 위해 정한 규칙을 따른 것으로 현재 국제천문연맹(IAU)도 이를 따르고 있다.
백조자리 엡실론에 붙어 있는 전통적인 명칭으로 아랍어 알 자나 al janāħ ('날개')에서 유래한 기에나 Gienah 가 있다. 그러나 이 명칭은 까마귀자리 감마를 부르는 데에 더 많이 사용되었다. 상기 명칭은 가리키는 대상이 중복되었기 때문에 '백조자리의 기에나' Gienah Cygni 로 불리기도 했다. 2016년 국제천문연맹 산하 항성명칭 워킹그룹(WGSN)은 2017년 6월 30일 고시에서 백조자리 엡실론 Aa에 알자나 Aljanah 명칭을 공식 부여했다. WGSN은 항성계에 구성원이 여럿 있을 경우 계 전체가 아니라 구성원 각각에 별도로 이름을 부여하기로 했기에 엡실론 계 전체가 아닌 Aa에 한정하여 상기 명칭이 부여된 것이다. WGSN은 앞선 2016년 11월 6일에 기에나 Gienah를 까마귀자리 감마 A에 부여한 바 있다. 현재 두 별 모두 IAU 인증 항성명칭목록에 등재되어 있다.
중화권에서 천진(天津, 하늘의 여울)은 백조자리 엡실론을 포함하여 백조자리 감마, 백조자리 델타, 백조자리 30, 백조자리 알파, 백조자리 누, 백조자리 타우, 백조자리 웁실론, 백조자리 제타로 구성되어 있다. 이들 중 엡실론 계 하나만을 부르는 명칭은 천진9(天津九, 하늘의 여울에서 아홉 번째 별)이다.

## 동반성
백조자리 엡실론 A 옆에는 안시이중성 B가 있으나 둘은 물리적으로 연결되어 있지 않다. A와 78 초각 떨어진 곳에 고유운동을 공유하는 것으로 추정되는 겉보기등급 +13의 백조자리 엡실론 C가 있다. 만약 C가 A와 중력적으로 묶여 있다고 가정한다면 둘은 현재 1700 천문단위 이상 떨어져 있으며 이들의 1 공전주기는 최소 5만 년은 될 것이다.

## 특성

사진의 왼쪽 아래 망상 성운의 바로 위에 백조자리 엡실론이 보인다.

백조자리 엡실론 A는 단선분광쌍성이다. 시선속도 자료에 따르면 동반천체와의 1 공전주기는 최소 15년으로 추정된다. 분광형은 K0 III으로 거성의 반열에 들어간다. 분광형으로 볼 때 A는 주계열을 떠났으며 항성진화의 최후 단계에 막 진입했음을 알 수 있다. 광구의 유효온도는 4710 K으로 K형 항성의 특징인 오렌지색 빛을 뿜는다. 반지름은 태양의 약 11 배이며 밝기는 태양의 62 배에 이른다.
1943년부터 백조자리 엡실론 A의 스펙트럼은 다른 항성들을 분류하는 안정적인 기준점 역할을 해 왔다.

## 망상 성운
백조자리 엡실론은 고대의 초신성잔해로 추정되는 망상 성운으로부터 약 3 도 북쪽에 자리잡고 있다. 이 성운은 엡실론 계보다 훨씬 먼 곳에 있다.